# Ioan Cosma
Ioan Cosma (ur. 31 lipca 1965) – rumuński szachista, mistrz międzynarodowy od 1990 roku.

## Kariera szachowa
Wielokrotnie startował w finałach indywidualnych mistrzostw Rumunii, dwukrotnie (1992, 2000) zdobywając srebrne medale. W 1993 r. wystąpił w reprezentacji kraju w drużynowych mistrzostwach krajów bałkańskich, zdobywając brązowy medal, był również uczestnikiem rozegranego w Budapeszcie turnieju strefowego (eliminacji mistrzostw świata), nie osiągając jednak sukcesu. W 1996 r. podzielił II m. (za Borisem Cztałbaszewem, wspólnie z Trajcze Nediewem i Włatko Bogdanowskim) w kołowym turnieju w Star Dorjan. W 2000 r. jedyny raz w karierze wystąpił na szachowej olimpiadzie, rozegranej w Stambule. W 2001 r. zajął II m. (za Dragoljubem Velimiroviciem) w Bijeljinie oraz podzielił II m. (za Andrei Istrățescu, wspólnie z Mihai-Lucianem Grunbergiem, Ciprianem-Costicą Nanu i Władysławem Niewiedniczym) w otwartym turnieju w Bukareszcie, natomiast w 2003 r. zwyciężył (wspólnie z Ciprianem-Costicą Nanu i Humberto Pecorellim Garcią) w Vilagarcía de Arousa. W 2007 r. zajął I m. w openie w Bukareszcie.
Najwyższy ranking w karierze osiągnął 1 stycznia 1997 r., z wynikiem 2495 punktów dzielił wówczas 9-10. miejsce wśród rumuńskich szachistów.

## Życie prywatne
Żoną Ioana Cosmy jest rumuńska arcymistrzyni, Elena-Luminița Cosma (z domu Radu).